# Barr
Barr ist eine französische Gemeinde mit 7152 Einwohnern (Stand 1. Januar 2021) im Département Bas-Rhin in der Europäischen Gebietskörperschaft Elsass und in der Region Grand Est. Sie gehört zum Arrondissement Sélestat-Erstein und zum Kanton Obernai.

## Geographie
Die Kleinstadt Barr liegt am Austritt der Kirneck aus den Vogesen in die Oberrheinebene, etwa 17 Kilometer nördlich von Sélestat und 25 Kilometer südwestlich von Straßburg. Das stark bewaldete Gemeindegebiet reicht weit in die Vogesen hinein bis an die Quelle der Kirneck.
Nachbargemeinden von Barr sind Heiligenstein im Norden (mit der Burg Landsberg), Gertwiller im Osten, Zellwiller im Südosten, Saint-Pierre und Mittelbergheim im Süden, Andlau im Südwesten, Le Hohwald im Westen sowie Ottrott und Saint-Nabor im Nordwesten.

## Geschichte
Eine bronzezeitliche Besiedlung der Umgebung ist durch Bodenfunde archäologisch nachgewiesen. Die schriftlich überlieferte Geschichte Barrs beginnt bereits im 8. Jahrhundert. Zwar gelten die Einträge in Güterlisten der Klöster Ebersmünster und Odilienberg von 700 und 720 als Fälschungen des Hochmittelalters, doch werden die Aufzeichnungen Fuldaer Mönche, nach dem das Kloster Fulda 788 und 798 in "Barru" Besitz bekam, als echt betrachtet (FUB 176 + 284 in Regnum Francorum online). 820 erschien Barr sogar in einer Kaiserurkunde, in der Ludwig der Fromme dort dem Kloster Weißenburg Besitz bestätigte, der im gleichen Jahr in das Weißenburger Güterverzeichnis eingetragen wurde (BM 0724 = RegImp I,724, TradWiz 069). Besitz in "Barra" hatte 884 auch das Kloster Honau, welcher ihm von Kaiser Karl III. persönlich bestätigt wurde (MGH DD Kar III,101). Barr entwickelte sich nun zum Reichsdorf, wurde aber am 6. Juni 1409 von König Ruprecht an die Kurpfalz verpfändet, zusammen mit Heiligenstein, Gertweiler, Goxweiler, Oberburgheim und Niederburgheim. 1472 gelangte die daraus gebildete Herrschaft Barr endgültig an die Pfalz. Sie wurde 1568 an die freie Reichsstadt Straßburg verkauft und teilte deren Schicksal. 1790 wurde Barr während der Revolution ein Teil Frankreichs. Von 1871 bis zum Ende des Ersten Weltkriegs gehörte Barr als Teil des Reichslandes Elsaß-Lothringen zum Deutschen Reich und war dem Kreis Schlettstadt im Bezirk Unterelsaß zugeordnet. Von August 1940 bis November 1944 kam Barr unter deutsche Zivilverwaltung (CdZ), wurde aber nie Teil des NS-Reichs. Die Synagoge von Barr wurde demoliert und die jüdischen Bewohner der Gemeinde nach Südfrankreich deportiert. Nach Angaben von Yad Vashem wurden nachweislich neunzehn jüdische ehemalige Einwohner Opfer des Holocaust.

### Demographie
| Jahr | Einwohner | Anmerkungen                                                                                       |
| ---- | --------- | ------------------------------------------------------------------------------------------------- |
| 1780 | –         | Marktflecken mit 530 Feuerstellen (Haushaltungen)                                                 |
| 1821 | 4201      | davon 2900 Lutheraner (die zwei Pfarrer haben) und 1301 Katholiken                                |
| 1835 | 4514      | in 555 Gebäuden mit 103 Feuerstellen (Haushaltungen), davon 3114 Protestanten und 1400 Katholiken |
| 1872 | 5651      | am 1. Dezember, in 691 Häusern; nach anderen Angaben 5307 Einwohner                               |
| 1880 | 5857      | am 1. Dezember, in 689 Häusern, davon 3162 Evangelische, 2544 Katholiken und 151 Juden            |
| 1885 | 5646      | davon 3099 Evangelische, 2433 Katholiken und 105 Juden                                            |
| 1890 | 5678      | [ 10 ]                                                                                            |
| 1900 | 5243      | meist evangelische Einwohner                                                                      |
| 1905 | 5022      | [ 10 ]                                                                                            |
| 1910 | 4934      | [ 10 ] [ 12 ] [ 13 ]                                                                              |

| Jahr      | 1962 | 1968 | 1975 | 1982 | 1990 | 1999 | 2008 | 2013 | 2019 |
| Einwohner | 4233 | 4268 | 4157 | 4511 | 4839 | 5892 | 6748 | 7137 | 7197 |

## Sehenswürdigkeiten

### Monuments historiques
Zu den als Monument historique aufgeführten Bauwerken in Barr zählen:
- Protestantische Kirche St. Martin[14]
- Hotel Marco[15]
- Rathaus (Hôtel de ville)[16]: Das Rathaus wurde im Jahre 1640 im Auftrag der Stadt Straßburg auf den Grundmauern einer mittelalterlichen Burg, der Wepfermannsburg errichtet, benannt nach einem Ritter Wepfermann aus Obernai, der hier wohnte. Diese Burg wurde im 13. Jahrhundert gebaut und der Legende nach mehrfach „durch den Teufel“ und viermal durch einen Brand vernichtet. Im August 1444 legten die Armagnaken (siehe: Schlacht bei St. Jakob an der Birs) Feuer und am 22. August 1592 brannten die Truppen des Kardinals von Lothringen, vermutlich Karl von Lothringen, die Stadt und die Burg nieder. Im Januar 1632, während des Dreißigjährigen Kriegs, legten die Königstruppen des Regiments von Harancourt Feuer. Im Zuge der Befreiungskämpfe brannte das Rathaus am 28. November 1944 ein viertes Mal nieder.

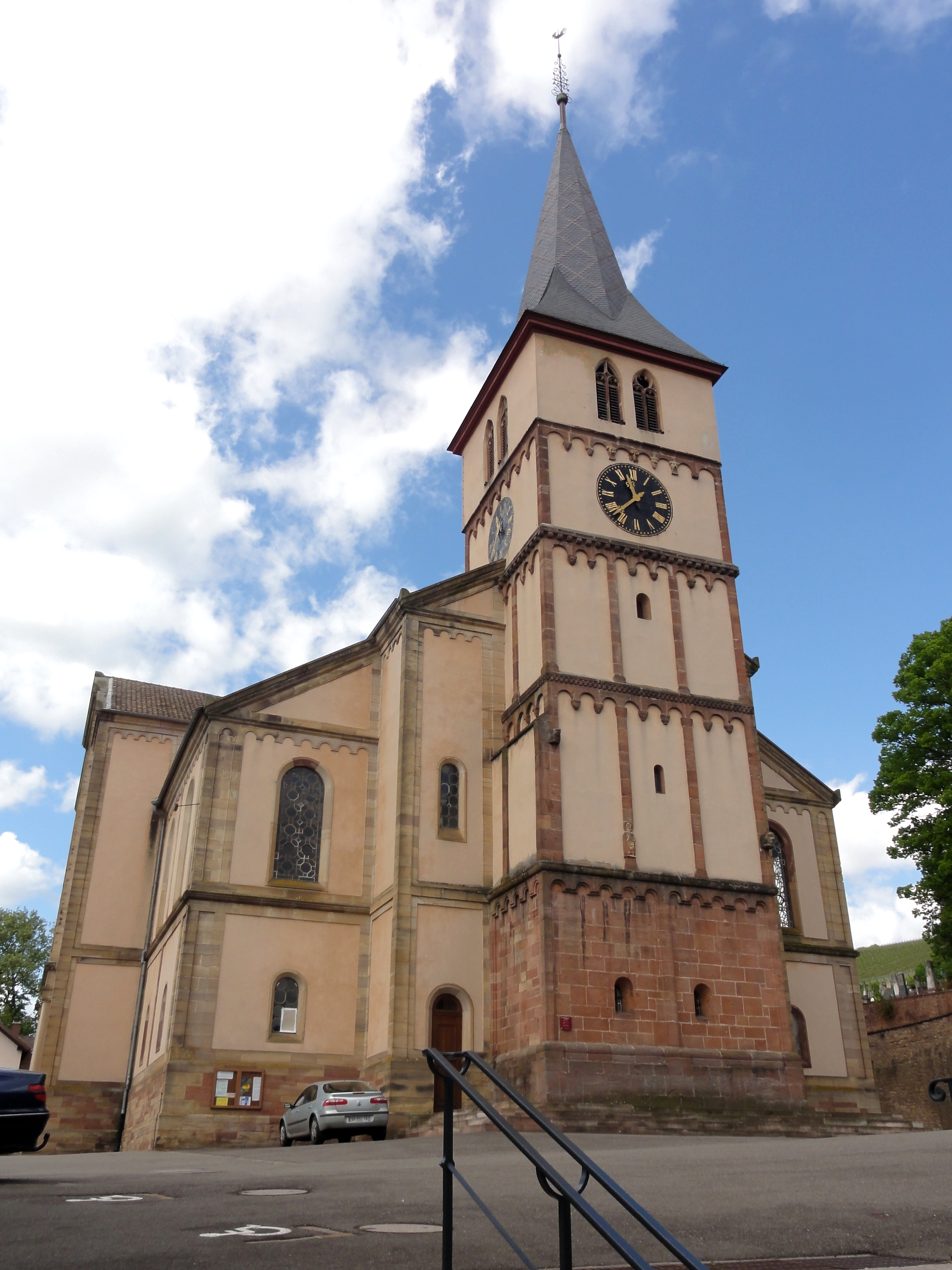
Kirche St. Martin
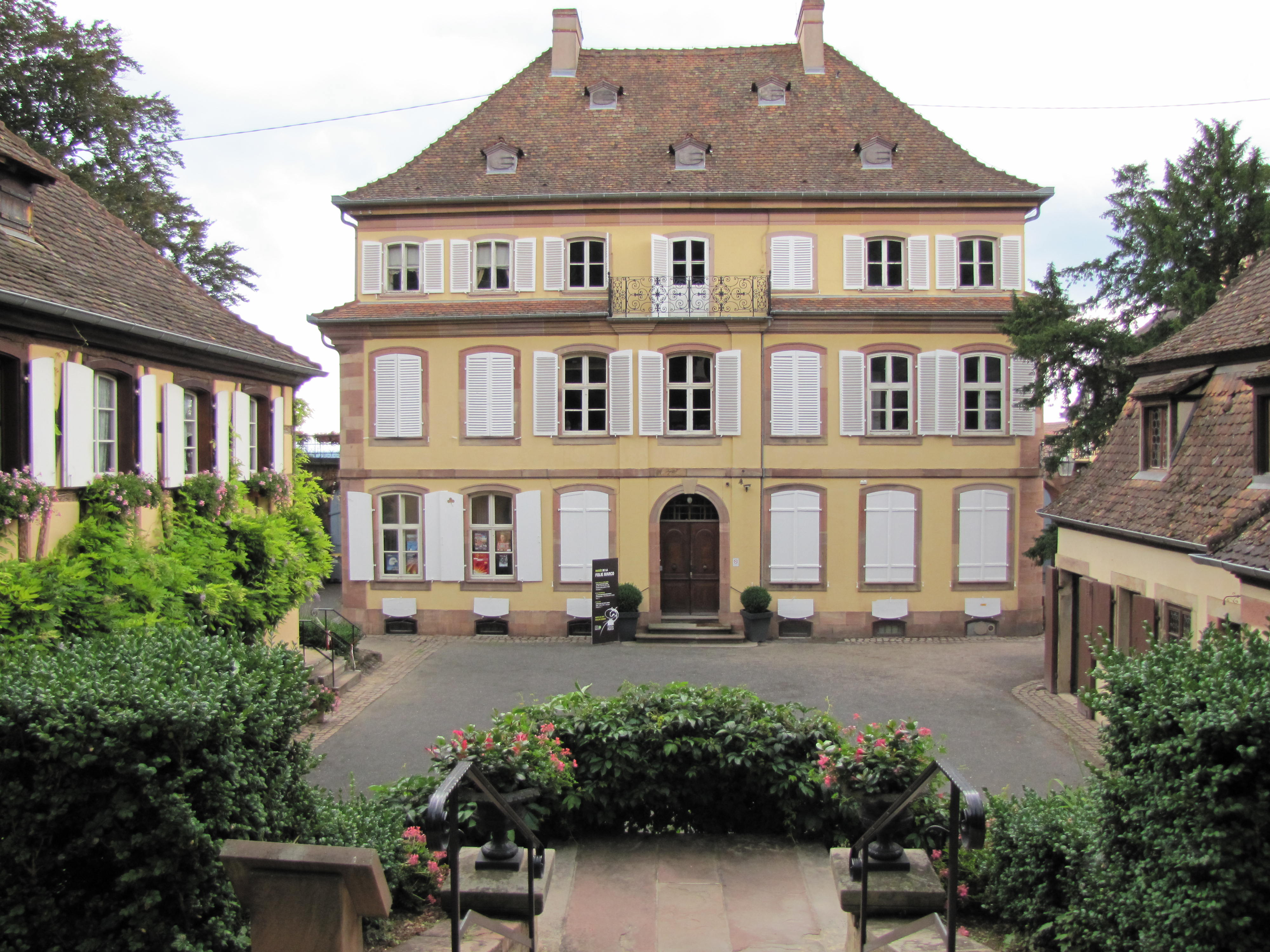
Hotel Marco
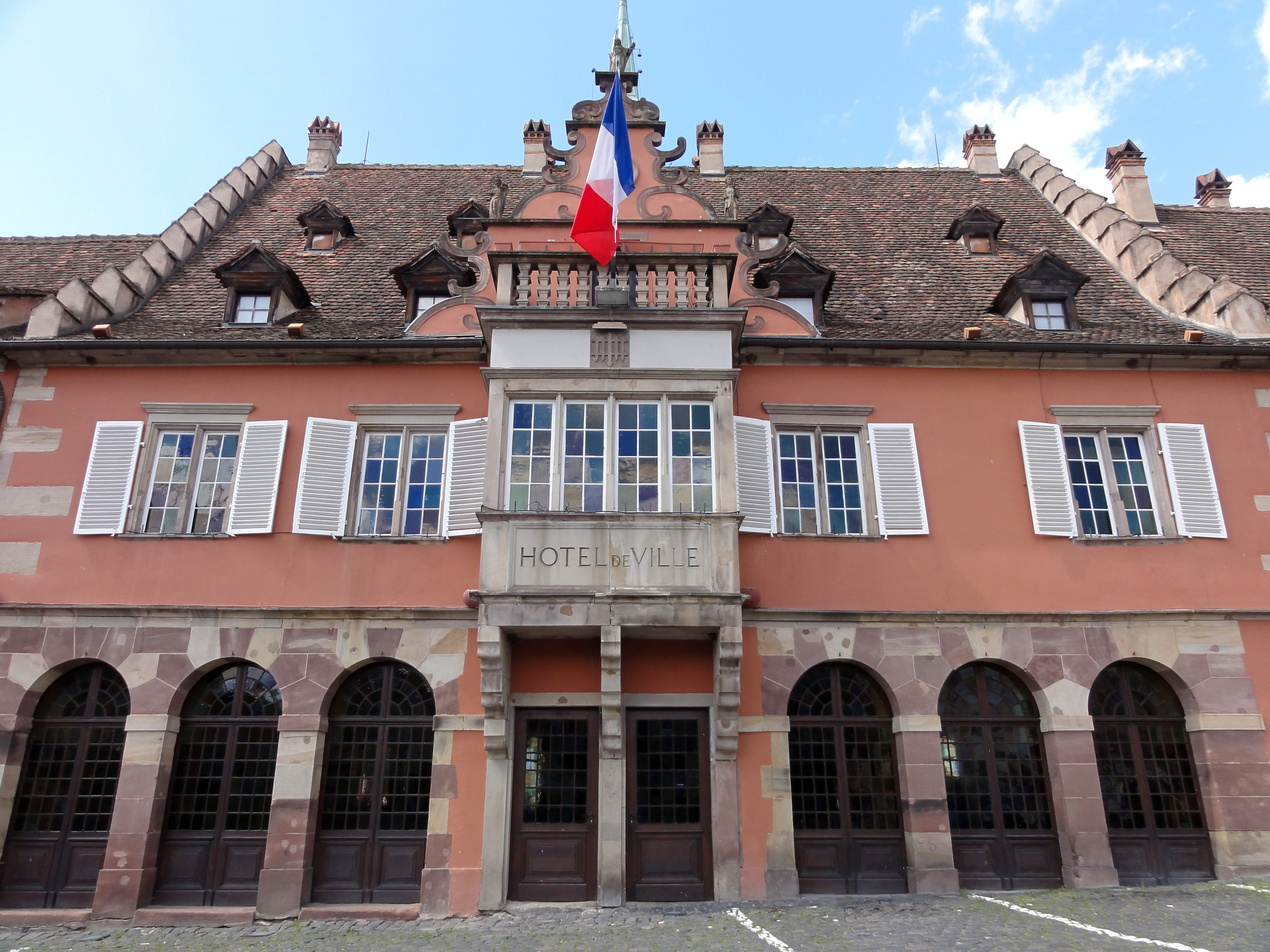
Rathaus

### Weitere Sehenswürdigkeiten
- Rund um den Rathausplatz stehen die Zeugen der Geschichte:
  - Die Gaststätte Le Brochet, seit dem 16. Jahrhundert mit diesem Namen, ist der älteste Gasthof des Ortes, sie wurde schon 1514 erwähnt. Nach dem Großbrand von 1678 wurde das Gebäude 1711 wieder neu aufgebaut und war während der französischen Revolution Unterkunft für die Mitglieder des Revolutionsgerichtes.
  - An der Nordseite des Platzes ist befindet sich La Maison du Boucher („das Haus des Metzgers“). Es trägt das Wappen mit den Initialen des damaligen Eigentümers und die Zunftsymbole des Metzgers (Rinderkopf und Beil). Die Fensterholmen sind mit geschnitzten Blumen geschmückt.
  - Ein quadratischer Sandstein mit den Überresten eines Metallhakens war die Befestigungsgrundlage für eine Guillotine im Jahre 1793 und ist heute noch zwischen den Pflastersteinen zu erkennen.
  - Eine herrschaftliche Renaissancetreppe vor dem Rathaus führt zu einem Vordach, das von zwei ionischen Säulen getragen wird. Unter der Treppe lagerte man früher die Zehntabgabe.
  - Die Grotte des Druides liegt nordwestlich von Barr

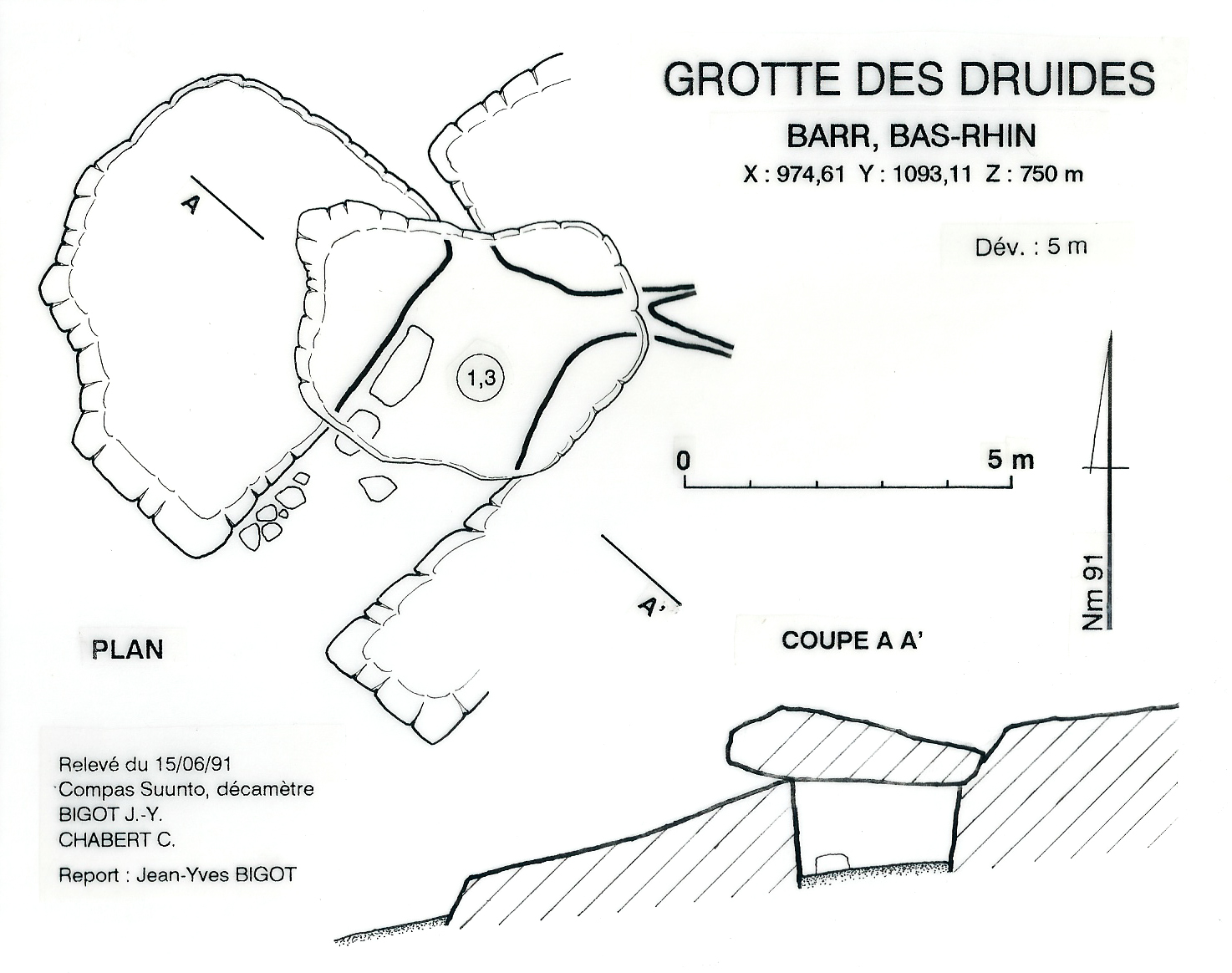
Grotte des Druides
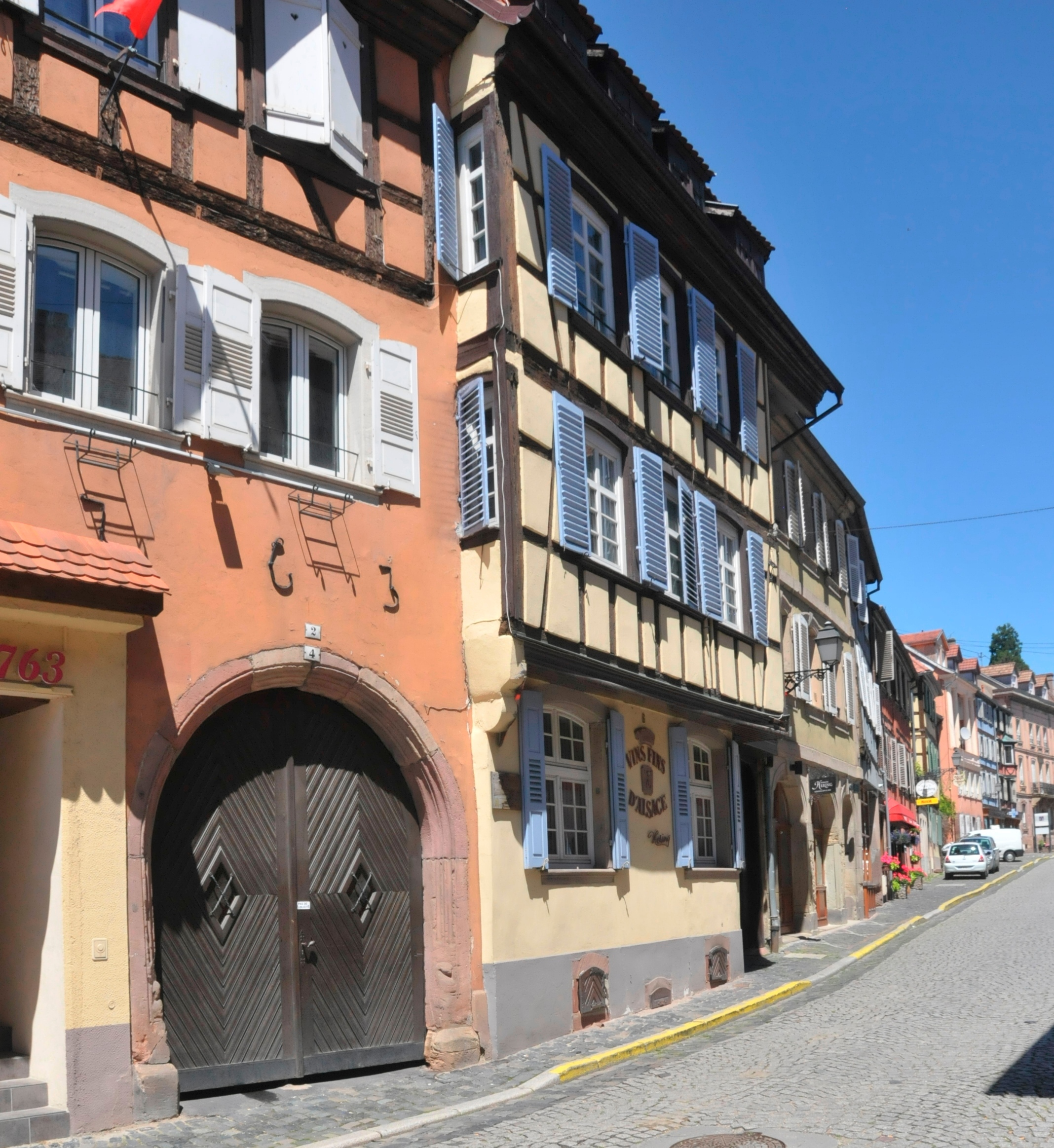
Rue du Docteur 4 und 6
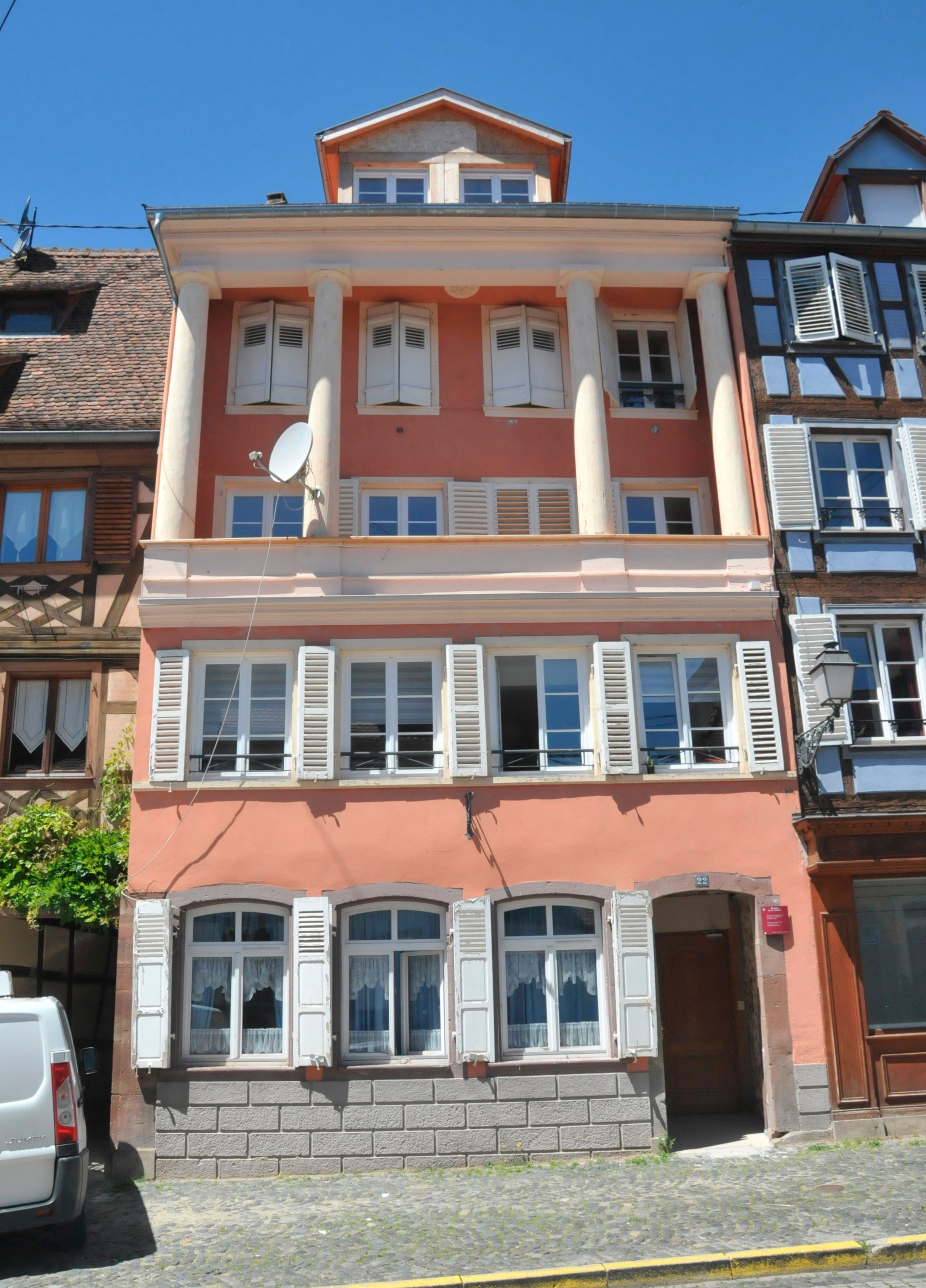
Villa des Philosophen und Arztes Charles Sultzer (1770–1854), die er von 1803 bis 1854 bewohnte. Er war im sozialen Bereich in Barr und Umgebung besonders tätig und war an der Analyse der Reliquien der Hl. Odile im Jahre 1836 beteiligt.
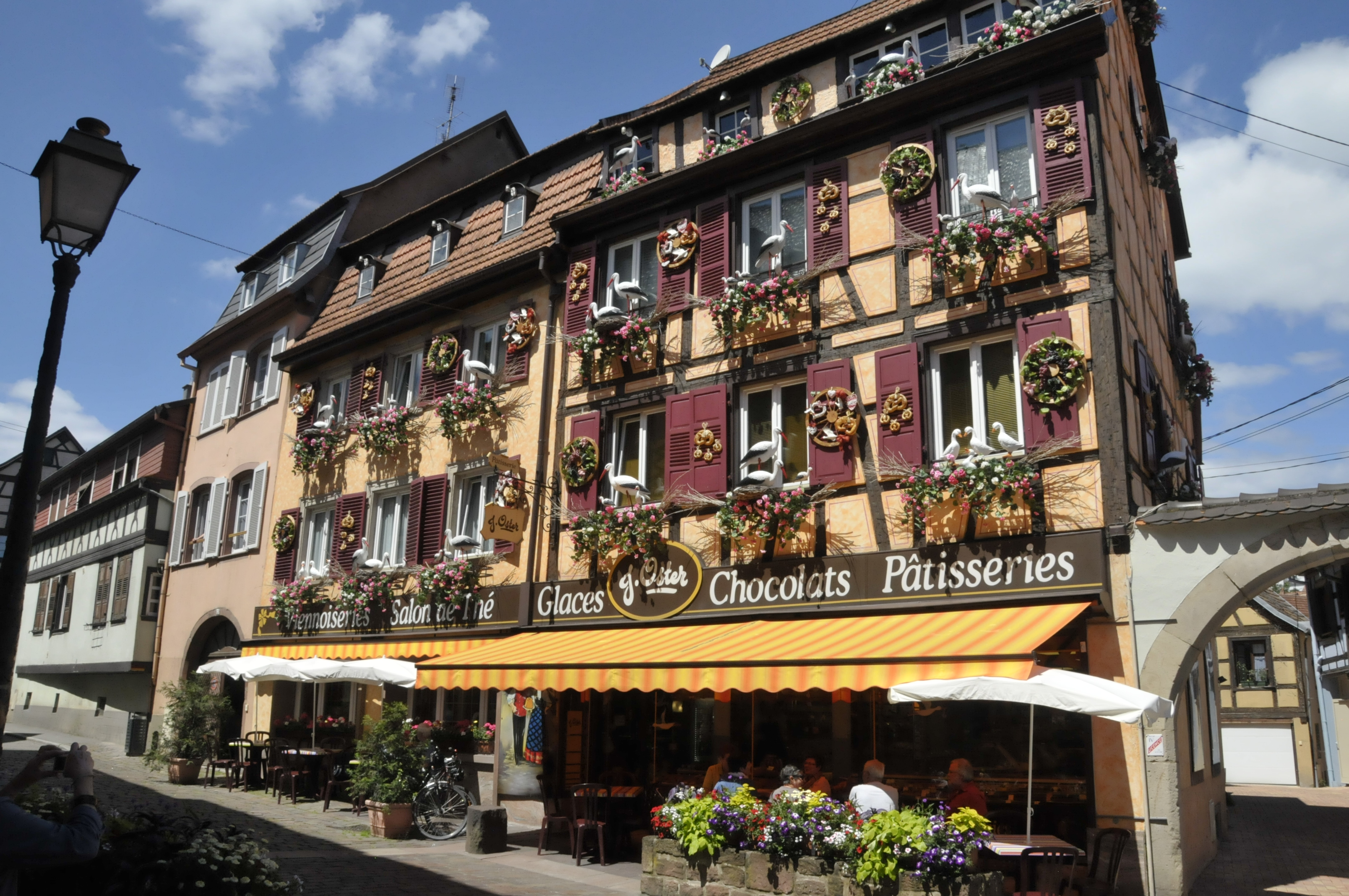
Haus Rue du Collège 31 (Oster Jacky)
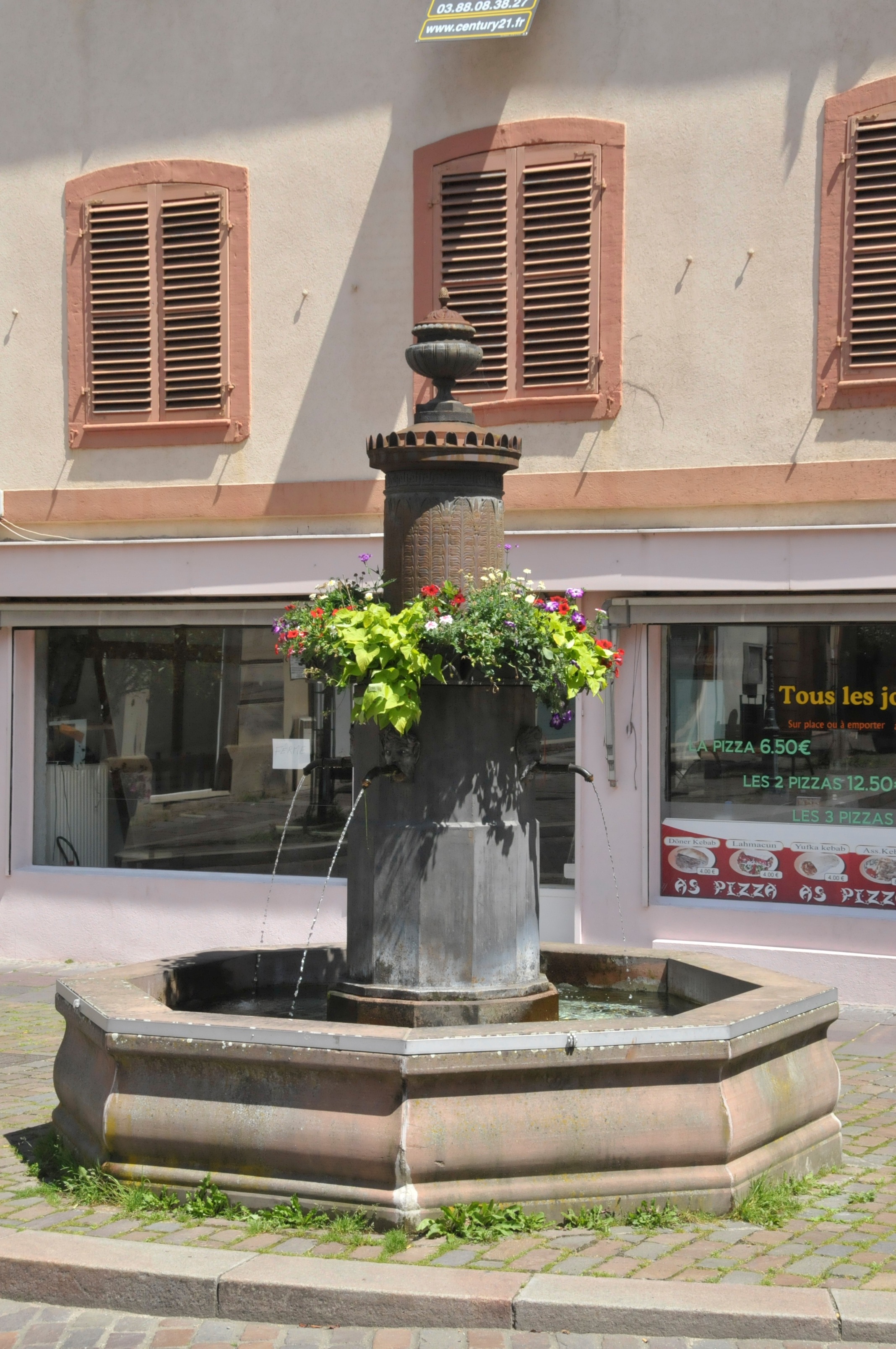
Brunnen an der Rue du Collège
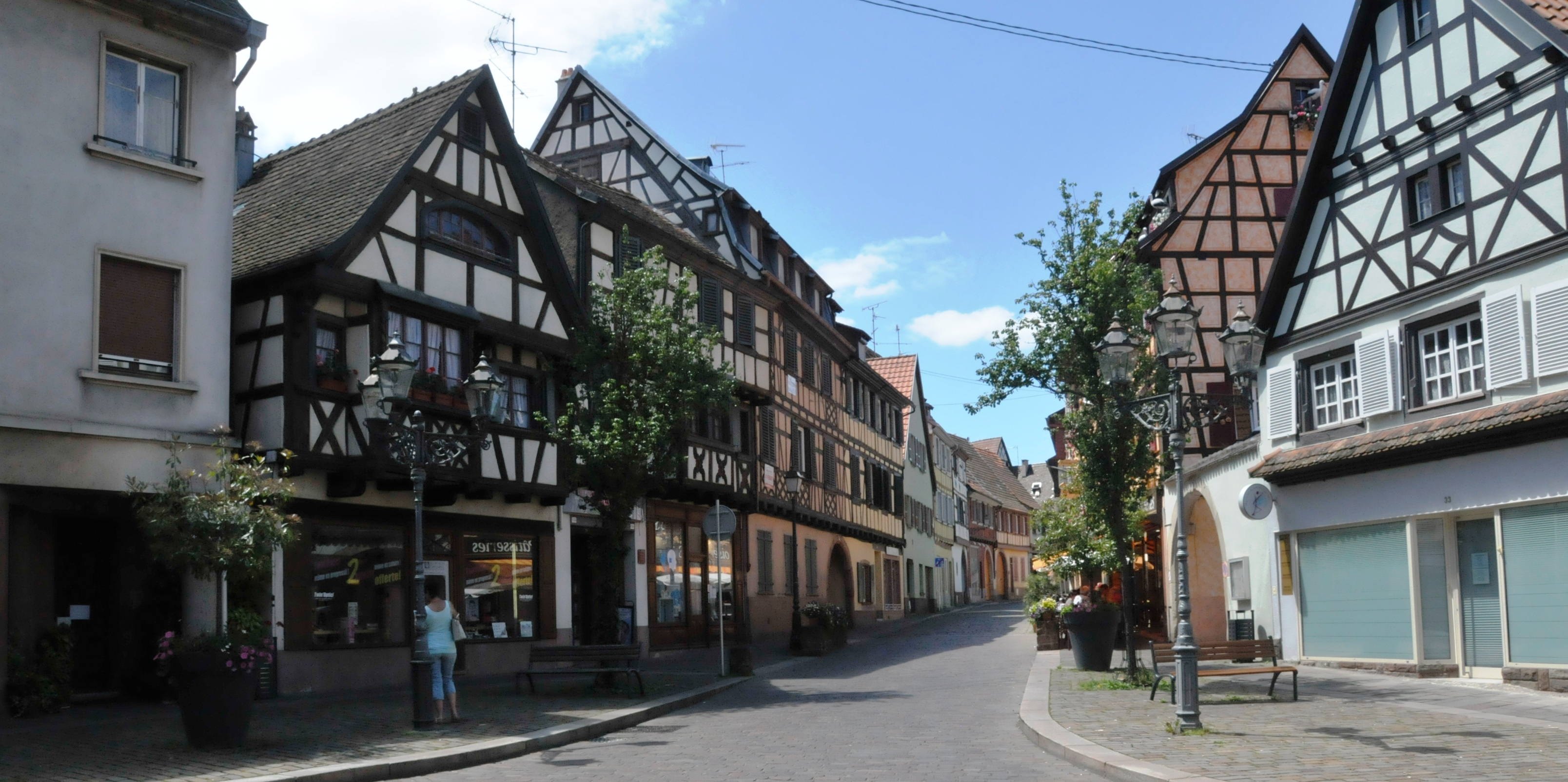
Blick in die Rue du Collège
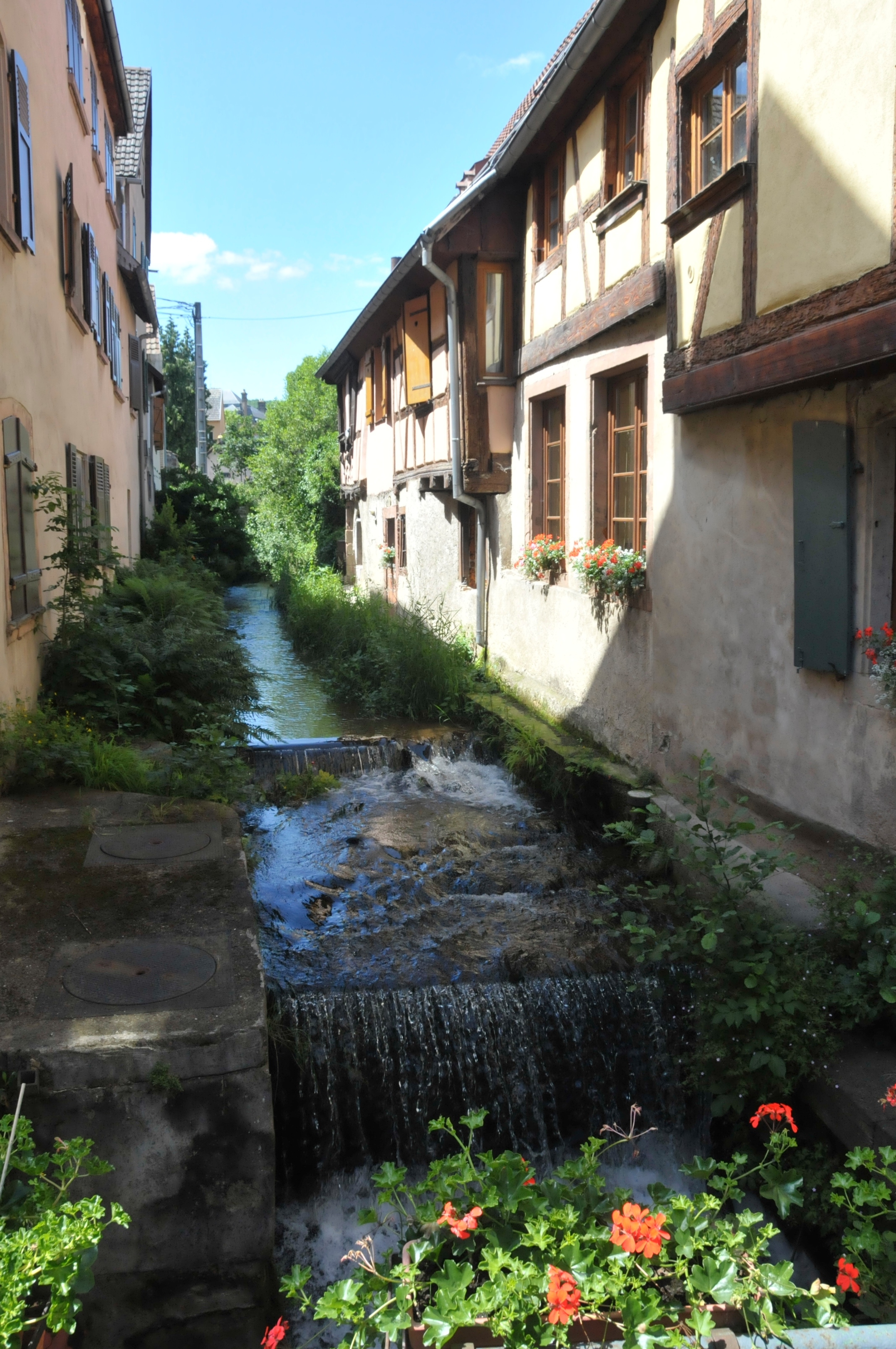
Die Kirneck kurz vor Eintritt in den unterirdischen Kanal
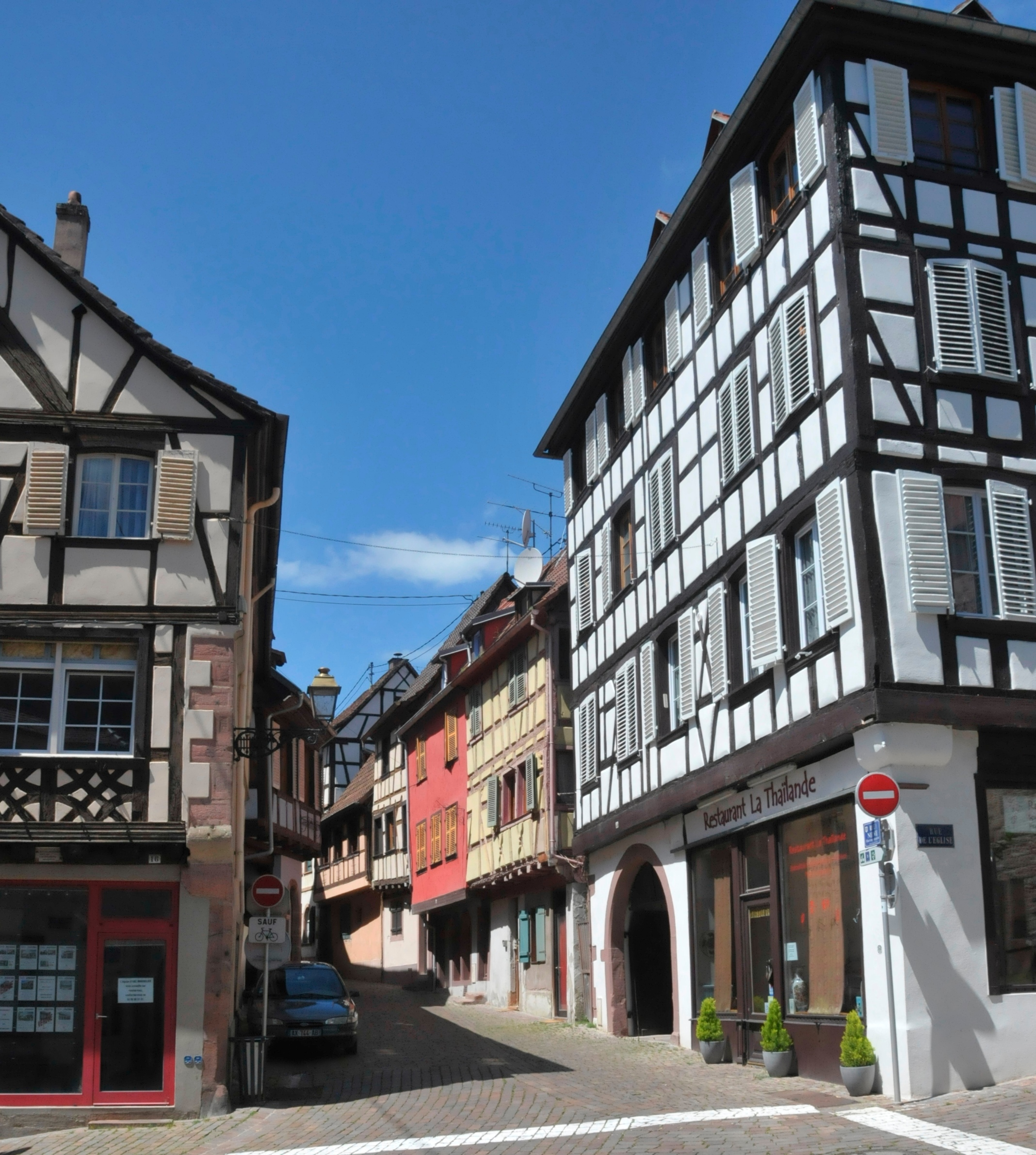
Blick in die Rue de l’Église, links die Rue Neuve
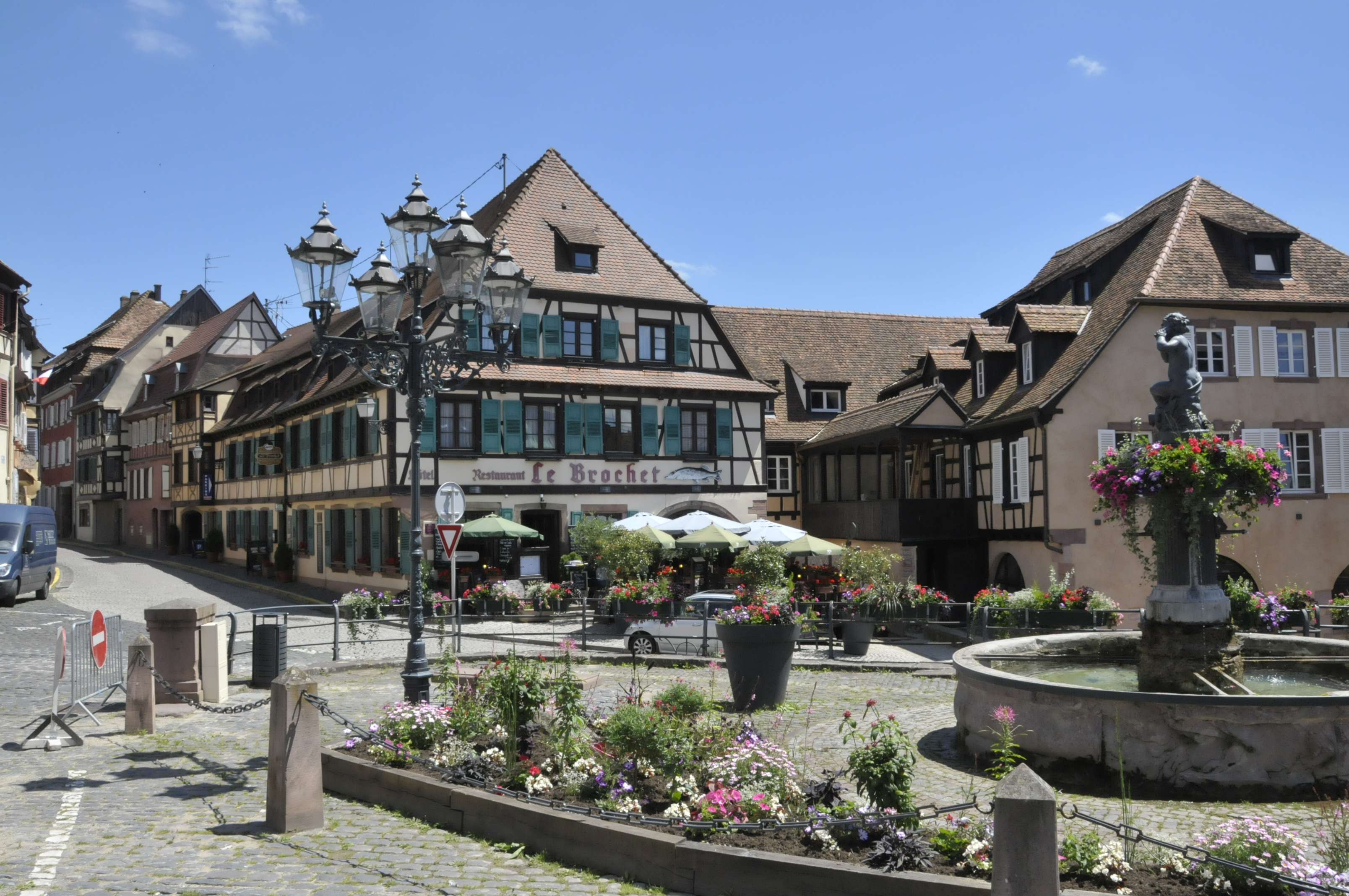
Das älteste Gasthaus am Platz, die Gaststätte „Le Brochet“, rechts daneben das ehem. Gemeindehaus, das 1678 nach einem Großbrand wieder aufgebaut wurde. Hier war später das Restaurant „Le Patrie“ untergebracht, wo sich die Schöffen bis zur Französischen Revolution versammelten, danach zog ein Café hier ein.
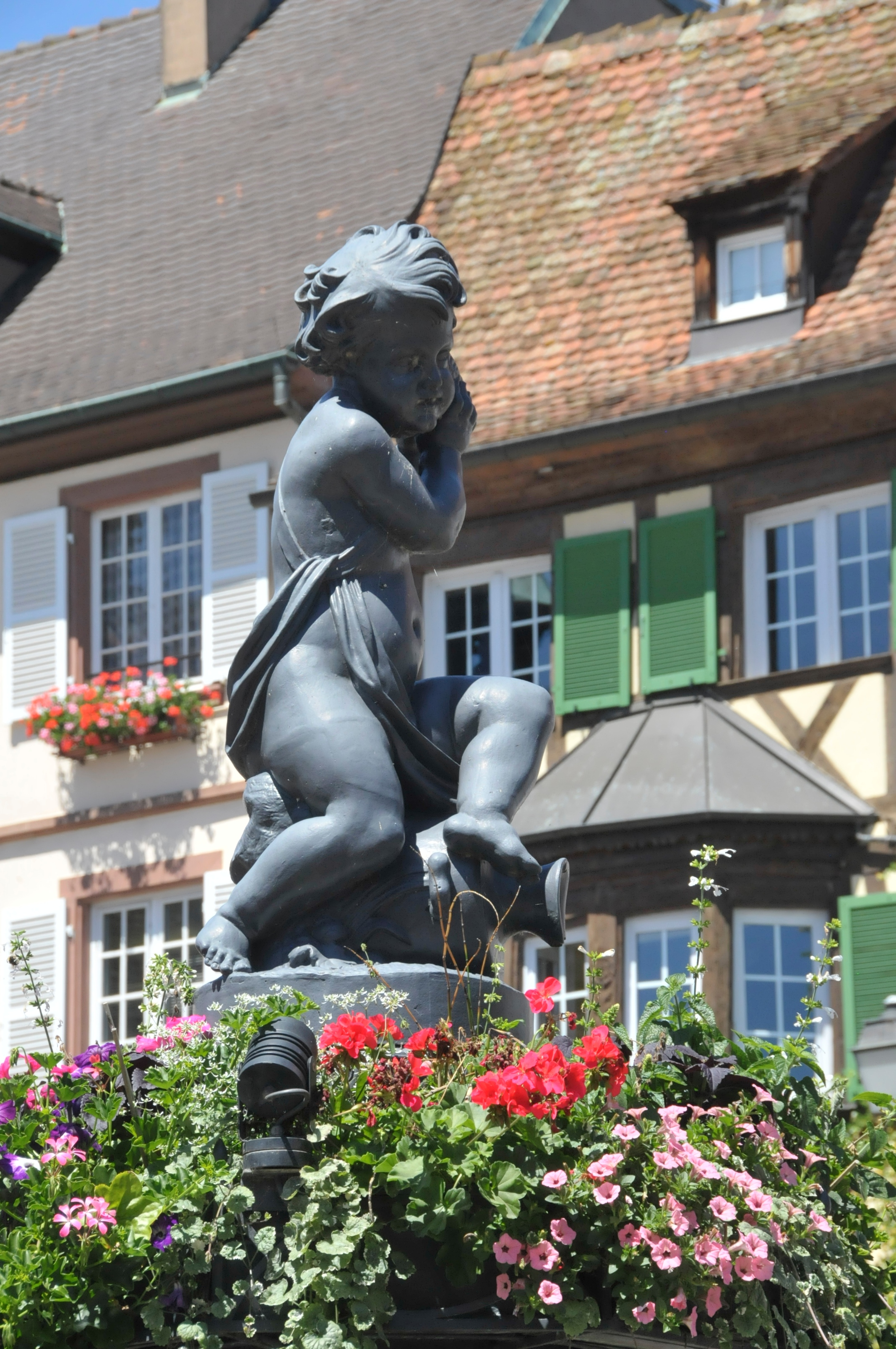
Putte auf dem Brunnen am Rathausplatz.
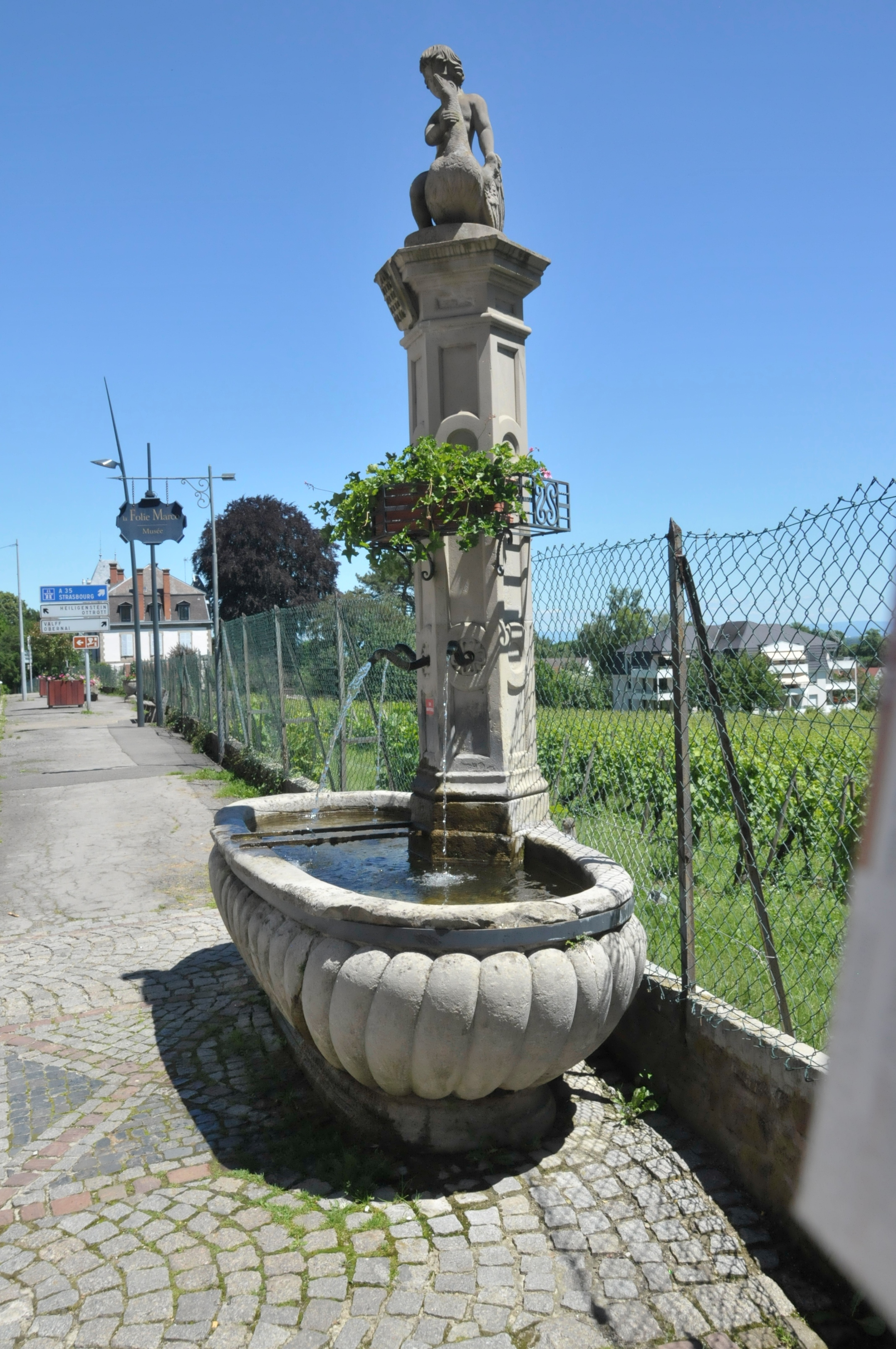
Der Gaensbrunnen: Hier stand seit dem 8. Jahrhundert ein Brunnen. Der aktuelle stammt aus dem Jahre 1857. Der Brunnen wird von der Skulptur eines Kindes gekrönt, das auf einer Gans sitzt. Der Brunnen war im Jahre 1907 der älteste von 14 Brunnen in Barr.
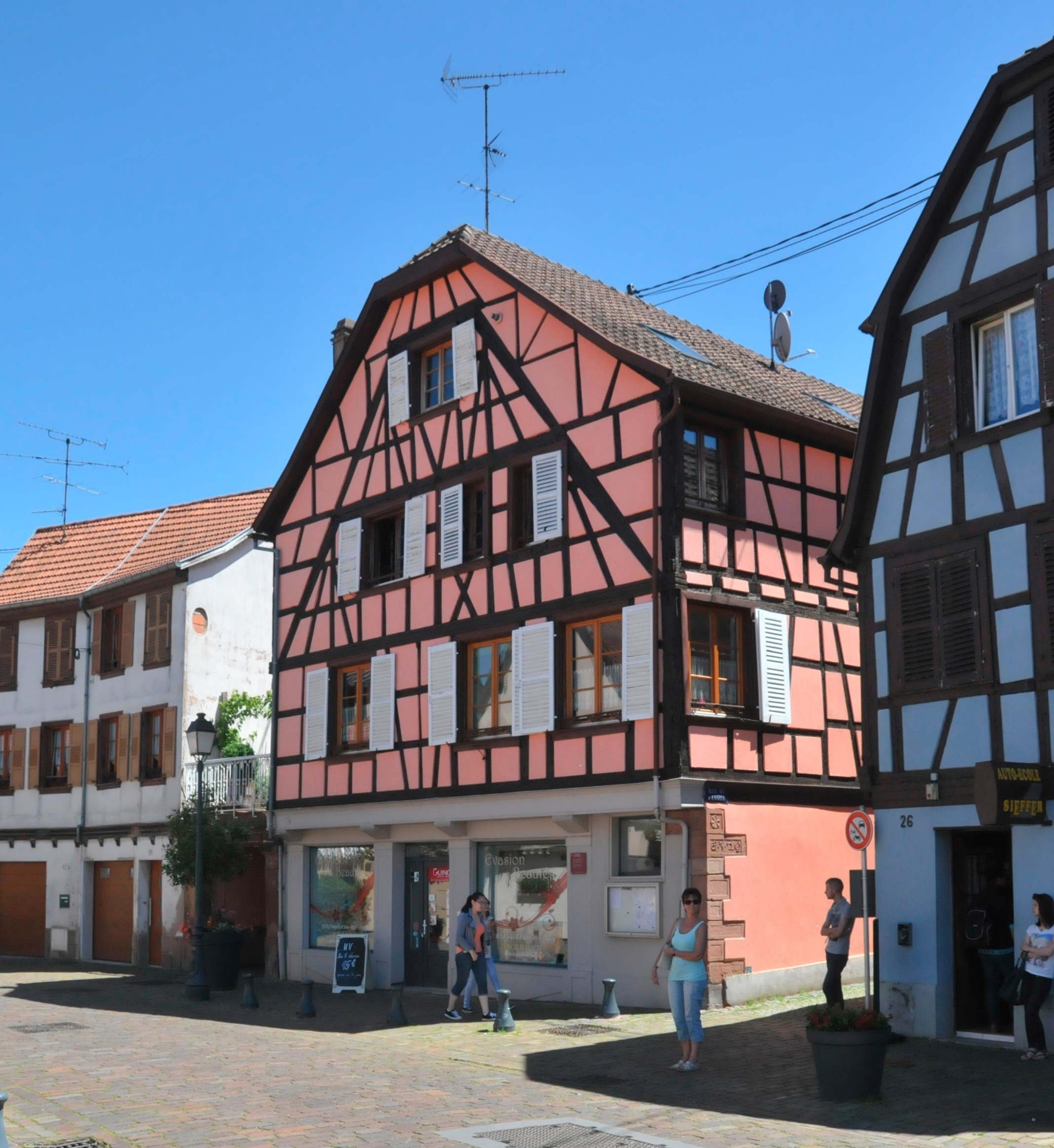
Gerberhaus, Rue de la Kirneck 28
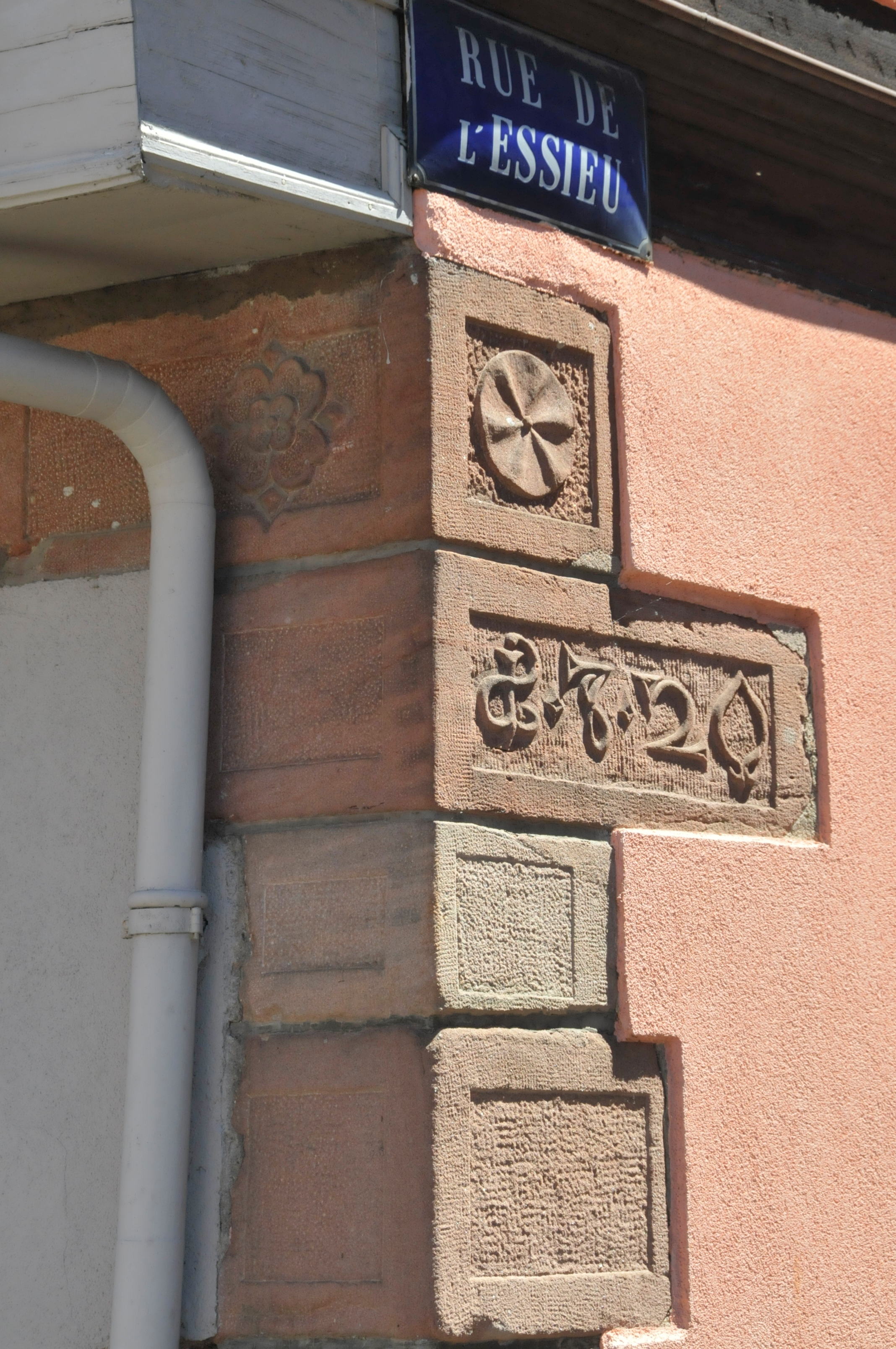
Pfostenecke am Gerberhaus mit der Jahreszahl 1720 und dem Zunftzeichen der Gerber

## Wirtschaft und Infrastruktur

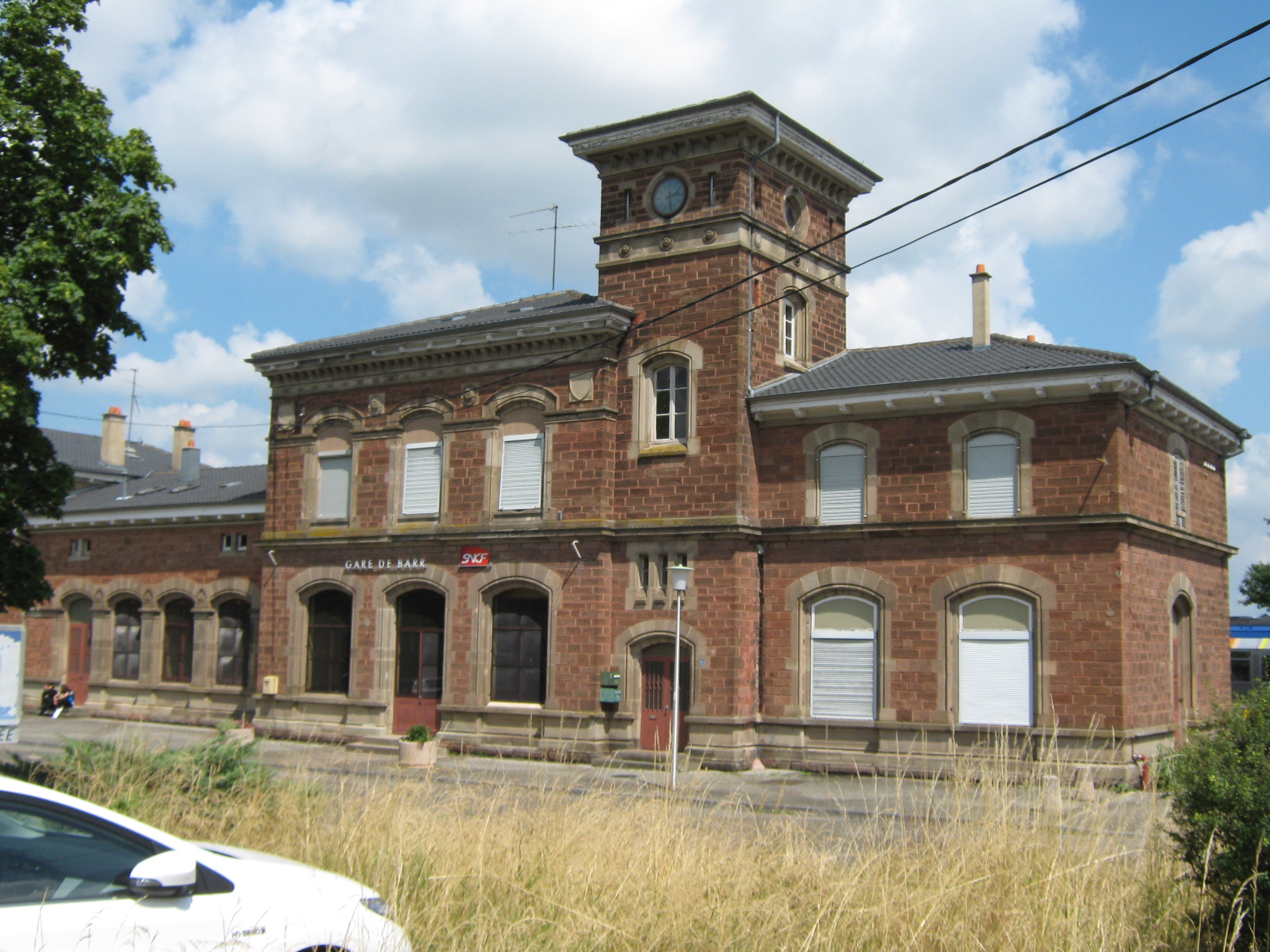
Der Bahnhof von Barr, Juli 2014, Blickrichtung Nordost

Die Wirtschaft von Barr ist stark vom Weinbau und Tourismus bestimmt. Die Gemeinde liegt an der Elsässer Weinstraße. Im Gemeindegebiet befindet sich die Alsace Grand Cru-Weinlage Kirchberg.

## Verkehr
Der Bahnhof Barr liegt an der Bahnstrecke Sélestat–Saverne und ist mit TER-Zügen an Strasbourg und Sélestat angebunden. Das historische Empfangsgebäude stammt von 1877, als die Reichseisenbahnen in Elsaß-Lothringen (EL) die Strecke betrieben.

## Gemeindepartnerschaften
Seit 1963 besteht eine Partnerschaft mit dem heutigen Trierer Ortsteil Olewig.

## Persönlichkeiten
- Johann Hermann (1738–1800), französischer Arzt, Naturforscher, Zoologe und Autor
- Richard Hartmann (1809–1878), ab 1837 Lokomotivkonstrukteur und Maschinenfabrikant in Chemnitz (Sachsen), Wohltäter für Barr
- Joseph Alois Faller (1816–1894), römisch-katholischer Geistlicher und Ordensgründer
- Émile Bieckert (1837–um 1913), genannt Don Emilio, zwischen ca. 1850 und 1889 als Unternehmer in Buenos Aires aktiv (mit Eisfabrik und Brauerei), nach 1889 in Südfrankreich ansässig, Wohltäter für Barr
- Édouard Schuré (1841–1929), Philosoph
- Marie Bernhard Haas (1844–1919), Arzt und Reichstagsabgeordneter
- Martin von Feuerstein (1856–1931), Kunstmaler und Akademie-Professor in München
- Fritz Hochstätter (* 1944), Botaniker

## Trivia
Mit einer Straßburger Edelprostituierten namens Emilie Klopp († 1894) hatte der nachmalige Kaiser Wilhelm II. im September 1879 in Barr seinen wohl ersten Geschlechtsverkehr. Klopp gebar später eine Tochter.